# Домовой (фильм, 2024)
«Домовой» — российский мистический фильм ужасов, снятый режиссёром Андреем Загидуллиным в 2024 году. Премьера фильма в России состоялась 4 апреля 2024 года.

## Сюжет
После смерти бабушки Варя и Арсений, потерявшие своих родителей тремя годами ранее, попадают в детский дом, где их берёт на воспитание немолодая состоятельная супружеская пара, которая живёт в большом и роскошном особняке. По старому обычаю, рассказанного бабушкой, дети из старого деревенского дома забирают с собой угли и помещают их в камин своего нового места жительства. Поместив угли в камин особняка, дети даже и не догадываются о том, что проводят славянский культ предков, который пробуждает древнюю потустороннюю силу. В то же время состоятельная супружеская пара, тяжело переживающая утрату родной дочери Ады, погибшей в результате несчастного случая, раскрывает свои истинные намерения в отношении Вари, которая внешне так похожа на их дочь. Чтобы вернуть в семью любимую родную дочь, они прибегают к услугам знакомой ведьмы, которая намеревается вселить душу умершей Ады в тело Вари. Но с появлением домового в доме супругов задача ведьмы осложняется: теперь, чтобы душа Ады навсегда обрела новое тело, нужно уничтожить всё то, что до этого связывало Варю с этим миром.

## В ролях
- Василиса Немцова — Варя
- Олег Чугунов — Арсений
- Наталия Вдовина — Инга
- Виталий Кищенко — Олег
- Роза Хайруллина — ведьма Рада
- Георгий Тополага — домовой
- Игорь Коняхин — чёрт
- Ирина Чипиженко — бабушка
- Анна Щетинина — мать
- Евгений Писарев — сын
- Слава Киселева — первая дочка
- Ирина Бразговка — директор детского дома
- Александра Бабаскина — Ада
- Екатерина Паклина — крестьянская девочка

## Критика
Критик Алексей Литовченко в своём обзоре, опубликованном на сайте «КиноРепортёр», оценил фильм низко и раскритиковал его «слишком предсказуемый сюжет», заявив, что «соорудили фильм, откровенно говоря, из рук вон плохо. В кадре всё такое блёклое, синюшно-серое и безжизненное, что смотреть противно. Откровенно примитивный сюжет подаётся сугубо туманно и немногословно — так, чтобы, видимо, ощущалась загадочная недосказанность. Но на самом деле просто ничего не понятно, хотя понимать, в общем-то и нечего. Из-за этого получается несколько парадоксальная ситуация: при всей своей предсказуемости фильм регулярно подкидывает что-нибудь в высшей степени внезапное». Также он выделил нелогичность действий актрисы Розы Хайруллиной, которая в фильме «велит принести ей факел, и что характерно, тут же озвученное ею требование беспрекословно выполняется, как будто факел — это такая незаменимая в хозяйстве вещь, которую под рукой хранят». Далее он раскритиковал самого «домового» и его неудачность в кадре, заявив, что «домовой в фильме вовсе не злой. Даром что выглядит он как косматый дед с горящими глазами и имеет дурную привычку выскакивать из темноты». Литовченко заметил, что «ведьма (Роза Хайруллина) в фильме связана с импортной западной мистикой, русскому человеку чуждой». В завершение своей рецензии он добавил, что «финальная сцена битвы хтонического добра с инфернальным злом, как и всё остальное, сделана совсем без выдумки и умения, и поэтому не будоражит зрителя, как должна, а наоборот усыпляет».